# Luis Lintner
Luis Lintner (* 25. Mai 1940 in Aldein; † 16. Mai 2002 in Salvador da Bahia) war ein Südtiroler Missionar.

## Leben
Luis Lintner wurde am 25. Mai 1940 auf einem Bergbauernhof in Aldein, Südtirol, geboren. Nach dem Besuch der Volksschule in Aldein besuchte er die Mittelschule und das humanistische Gymnasium-Lyzeum Johanneum (Dorf Tirol) bei Meran. Von 1960 bis 1963 studierte er Theologie in Trient und von 1964 bis 1966 im Priesterseminar Brixen. Am 29. Juni 1966 weihte ihn Bischof Joseph Gargitter zum Priester. Nach der Weihe wirkte er bis 1971 als Kooperator in den Südtiroler Pfarren Nals, Tiers, Terlan und Naturns. Von 1971 bis 1973 absolvierte er in München ein Weiterstudium in Katechetik und Homiletik. Von 1973 bis 1979 wirkte er als Jugendseelsorger und in der Erwachsenenbildung im diözesanen Bildungshaus Lichtenburg in Nals.
1980 ging Lintner als Fidei-donum-Priester nach Bahia in Brasilien. Von 1980 bis 1991 arbeitete er als erster Pfarrer in Tabocas do Brejo Velho, einer Pfarre in der erst ein Jahr zuvor gegründeten Diözese Barreiras, deren erster Bischöf der gebürtige Österreicher Richard Weberberger war. Neben dem Aufbau der Pfarrarbeit widmete er sich besonders der Verteidigung der Kleinbauern vor Großgrundbesitzern und Landräubern. Anschließend war er von 1991 bis 2002 in Cajazeiras, einer Favela von Salvador da Bahia, tätig. Als Pfarrer der damals neu gegründeten Pfarre S.s. Virgem Maria de Nazaré setzte er sich für die Kinder und Frauen der Elendsviertel sowie für obdachlose Straßenkinder ein und gründete 1997 das Sozialzentrum Casa do Sol. Luis Lintner war Projektpartner von Adveniat, missio Österreich, der Dreikönigsaktion der katholischen Jungschar sowie der florentinischen Organisation für Fernadoption Agata Smeralda.
Bei seinen Heimatbesuchen wies Lintner immer wieder auf die globalen Zusammenhänge von Ungerechtigkeit und Ausbeutung gegenüber den Ländern des Südens hin und forderte radikale Veränderungen. Sein Einsatz trug unter anderem auch dazu bei, dass in Südtirol im Spätsommer 1991 das Gesetz zur Entwicklungszusammenarbeit verabschiedet wurde.
Am 16. Mai 2002 wurde Lintner in Cajazeiras erschossen. Die Hintergründe des Mordes wurden nie aufgeklärt. Sein Leichnam wurde nach Südtirol überführt und auf dem Friedhof von Aldein beigesetzt.

## Gedenken
In Brasilien führen zwei Institutionen das soziale Engagement von Luis Lintner weiter: in Tabocas die 2007 gegründete, nach Luis Lintner benannte Landwirtschaftsschule Escola Família Agrícola und in Cajazeiras, Salvador da Bahia, das Sozialzentrum Casa do Sol. Es wurde von Lintner 1997 eröffnet und trägt seit seinem gewaltsamen Tod seinen Namen. Nach ihm ist auch das Haus der Solidarität „Luis Lintner“ in Brixen benannt, das ökosoziale Organisationen und Menschen in schwierigen Lebenslagen beherbergt.
Die Diözese Bozen-Brixen und das diözesane Missionsamt pflegen das Gedenken an Luis Lintner. Sowohl Bischof Karl Golser wie auch Bischof Ivo Muser haben die Wirkstätten Lintners in Brasilien besucht. Anlässlich des 15. Todestages besuchte im Mai 2017 eine Gruppe Jugendlicher aus den Elendsvierteln von Salvador da Bahia die Heimat Lintners.
Luis Lintner wurde 2003 in das Verzeichnis der Glaubenszeugen des Fidesdienstes der Päpstlichen Missionswerke und 2024 in das Deutsche Martyrologium aufgenommen, welches anlässlich des Heiligen Jahres 2025 für das erste Viertel des 21. Jahrhunderts aktualisiert wurde.